# Beaumont (månekrater)
 For alternative betydninger, se Beaumont. (Se også artikler, som begynder med Beaumont)
Beaumont er et lavaoversvømmet nedslagskrater på Månen. Det befinder sig på Månens forside på den sydvestlige bred af Mare Nectaris, og det er opkaldt efter den franske geolog J-B.É. de Beaumont (1798 – 1874).
Navnet blev officielt tildelt af den Internationale Astronomiske Union (IAU) i 1935. 

## Omgivelser
Beaumontkrateret ligger nordvest for den ligeledes oversvømmede Fracastorius kraterrest. Mod vest ligger det fremtrædende Catharinakrater. 

## Karakteristika
Beaumontkraterets rand er brudt mod øst, hvor lavaen fra Mare Nectaris slog hul på krateret og oversvømmede dets indre. Der findes nu kun en nedslidt ydre væg, påvirket af senere nedslag. Hvis krateret engang har haft en central top, er den ikke længere synlig. Kraterbunden indeholder adskillige bakker og små kratere. En lav højderyg løber i nordlig retning fra kraterranden og over Mare Nectaris.

## Satellitkratere
De kratere, som kaldes satellitter, er små kratere beliggende i eller nær hovedkrateret. Deres dannelse er sædvanligvis sket uafhængigt af dette, men de får samme navn som hovedkrateret med tilføjelse af et stort bogstav. På kort over Månen er det en konvention at identificere dem ved at placere dette bogstav på den side af satellitkraterets midte, som ligger nærmest hovedkrateret. Beaumontkrateret har følgende satellitkratere:
| Becquerel | Længde  | Bredde  | Diameter |
| --------- | ------- | ------- | -------- |
| A         | 16,3° S | 27,7° Ø | 14 km    |
| B         | 18,6° S | 26,8° Ø | 16 km    |
| C         | 20,2° S | 28,0° Ø | 6 km     |
| D         | 17,0° S | 26,2° Ø | 11 km    |
| E         | 18,8° S | 27,5° Ø | 18 km    |
| F         | 18,3° S | 26,6° Ø | 10 km    |
| G         | 20,3° S | 27,1° Ø | 8 km     |
| H         | 17,2° S | 28,4° Ø | 6 km     |
| J         | 19,9° S | 26,5° Ø | 5 km     |
| K         | 17,5° S | 30,1° Ø | 6 km     |
| L         | 14,4° S | 30,0° Ø | 4 km     |
| M         | 19,4° S | 28,6° Ø | 10 km    |
| N         | 16,9° S | 27,7° Ø | 5 km     |
| P         | 19,9° S | 29,6° Ø | 17 km    |
| R         | 17,9° S | 30,7° Ø | 4 km     |

## Måneatlas
- Billeder af Beaumontkrateret i LPI-måneatlasset